# Rodentycydy

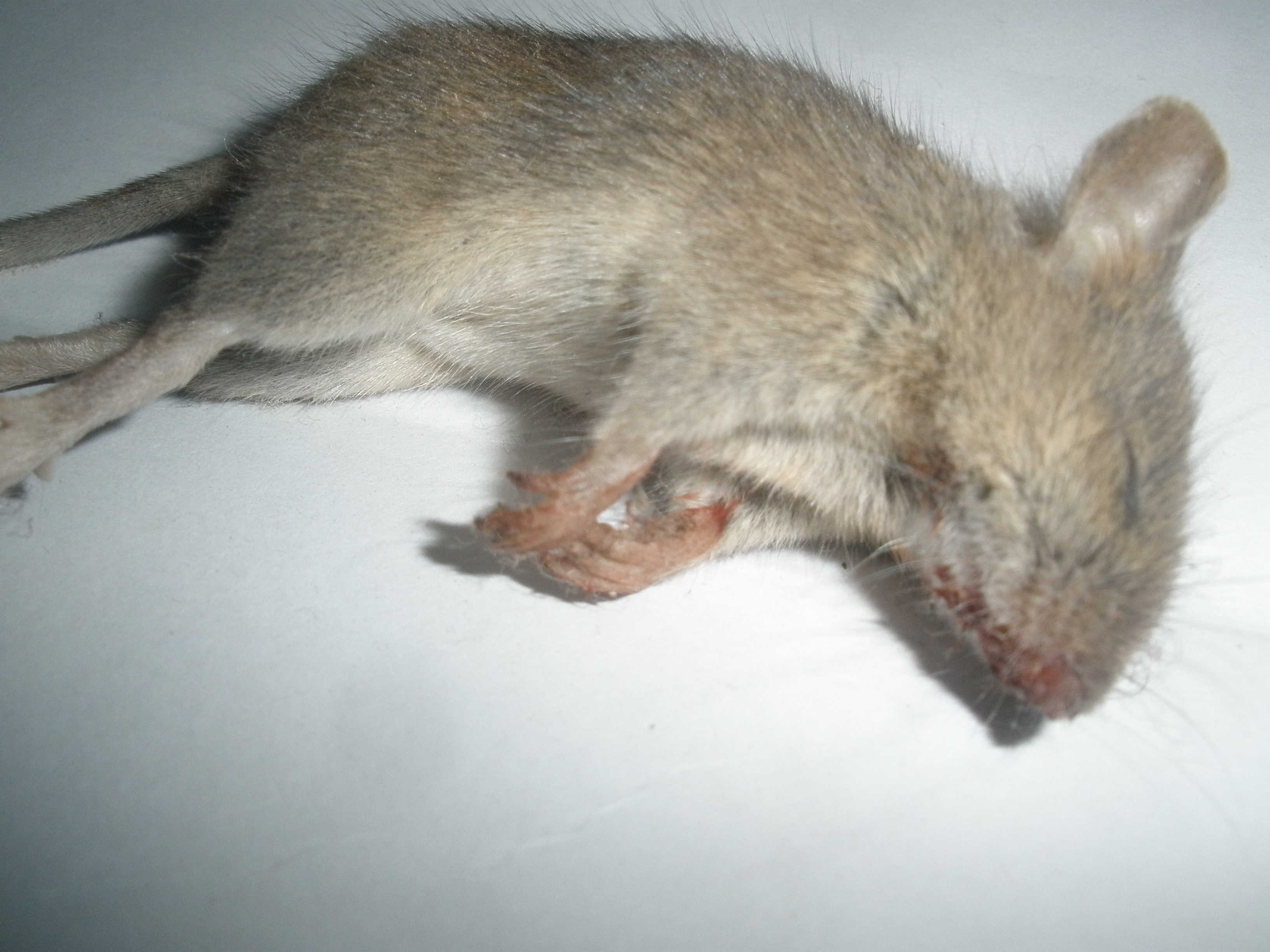
Gryzoń zatruty rodentycydem.

Rodentycydy – związki chemiczne działające letalnie na gryzonie wyrządzające szkody w gospodarstwie domowym.
Deratyzacja ma istotne znaczenie dla poprawy zdrowotności zwierząt domowych, gospodarskich oraz ludzi.

## Podział
1. rodentycydy pochodzenia naturalnego – substancje toksyczne dla gryzoni otrzymywane z roślin: kwas fluorooctowy, strychnina, cebula morska i jej przetwory[1].
2. rodentycydy syntetyczne – nieorganiczne i organiczne środki gryzoniobójcze.
  - nieorganiczne substancje aktywne: węglan baru, fosforek cynku, fosforek glinu, siarka (świeca dymna Nortox-P)[1].

## Wybrane metody
Aby rodentycydy, działały szkodliwe na wybrane grupy gryzoni, nie czyniąc szkody organizmom pożytecznym: dobiera się odpowiednią dawkę substancji toksycznej, wykorzystuje się nawyki zwierząt oraz proces kumulacji trucizny w organizmie. Istnieją różne metody aplikacji substancji toksycznej.
- świece dymne, kulki z trucizną – umieszcza się w czynnych norach, pod wpływem wilgoci wydzielają one toksyczny gaz[2],
- za pomocą gazów spalinowych – wykorzystuje się do tego silnik spalinowy. Na rurę wydechową nakład się giętką rurę, której drugi koniec umieszcza się w norze. Gazy spalinowe wytworzone przez silnik rozchodzą się po korytarzach gryzoni. Zabieg gazowania przerywa się po 2–5 min z chwilą ujrzenia nieulatniającego się gazu z odległych nor[2],
- za pomocą zatrutego pokarmu – gryzonie w zabudowaniach gospodarskich zwabia się do przynęty z niezatrutym pokarmem np. marchew w celu przyzwyczajenia zwierząt. Po około 2 tygodniach gryzonie przyzwyczajają się do miejsc z pokarmem, wtedy dodaje się truciznę np. ziarno zatrute fosforkiem cynku[2], Miejsce podawania trucizny

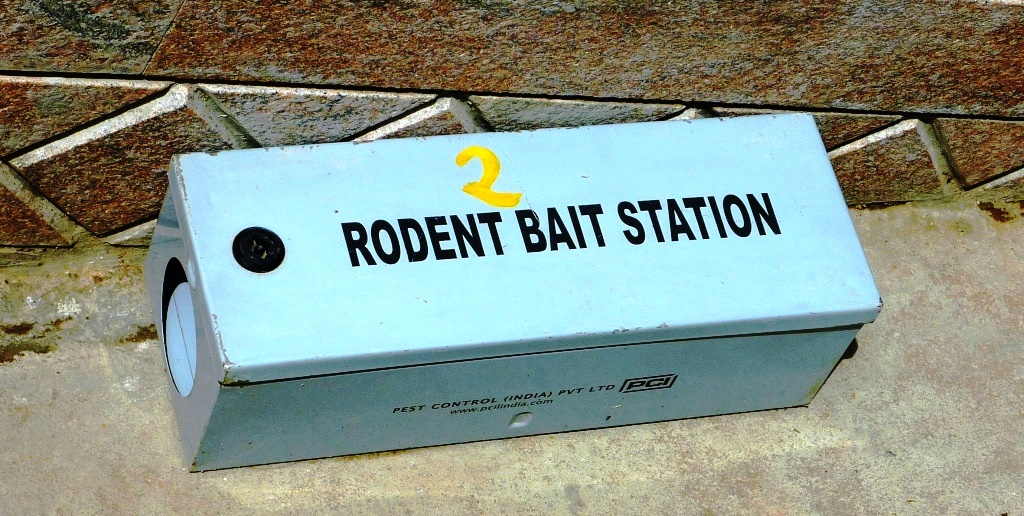
Miejsce podawania trucizny

- za pomocą zatrutej wody – metoda podobna jak w przypadku zatrutego pokarmu, zabieg wykonuje się w okresie suszy[2],
- proszku do opylania – zwierzęta ocierając się o opylone przedmioty (źdźbła trawy) przenoszą truciznę na sierść, a następnie podczas zlizywania do przewodu pokarmowego[1].